# Arnauld Antoine Akodjènou
 (mai 2024).
Arnauld Antoine Akodjènou, né en 1950, est un humanitaire et un diplomate du Bénin. Il travaille actuellement en tant que conseiller principal pour l'Afrique à la Fondation Kofi Annan, en se concentrant sur l'initiative de la démocratie et de l'intégrité électorale. Avant ce rôle, il a été coordinateur régional des réfugiés et conseiller spécial pour la situation du Soudan du Sud au Haut Commissaire des Nations Unies aux réfugiés.

## Biographie

### Éducation
Akodjènou a obtenu un baccalauréat ès arts en histoire et un diplôme de troisième cycle en relations internationales.

### Carrière
Akodjènou a commencé sa carrière au Haut Commissariat des Nations Unies pour les réfugiés en 1986. Il a occupé divers postes au sein des Nations Unies, travaillant dans des pays comme Djibouti, le Congo, le Cameroun et le Tchad. 
Il est impliqué dans les efforts humanitaires et la gestion des crises depuis plus de vingt-cinq ans,,,,,.